# باول تايلور
باول تايلور (بالإنجليزية: Paul Taylor)‏ (4 أكتوبر 1987 بليفربول في المملكة المتحدة - ) هو لاعب كرة قدم بريطاني في مركز الهجوم. لعب مع إيبسويتش تاون وبلاكبيرن روفرز ورويال ريسينغ كلوب مونتينييه ومانشستر سيتي ونادي روذرهام يونايتد ونادي رويال أندرلخت ونادي رويال شارلروا ونادي تشستر سيتي ونادي بيتربورو يونايتد وVauxhall Motors F.C. ‏.

## وصلات خارجية
- باول تايلور على موقع قاعدة بيانات كرة القدم.إي يو (الإنجليزية)
- باول تايلور على موقع Soccerbase.com (لاعب) (الإنجليزية)
- باول تايلور على موقع Soccerway.com (الإنجليزية)